# Карловиц, Альберт
Альберт Карловиц (нем. Albert von Carlowitz; 1 апреля 1802 — 9 августа 1874) — саксонский государственный деятель.
В 1840-х предводитель консервативно-аристократической партии в первой саксонской палате. В 1846 году назначен министром юстиции.
Во время мартовских волнений 1848 года в Лейпциге Карловиц был послан туда с неограниченными полномочиями. Несмотря на то, что восстание было направлено против политики Карловица, его беспристрастный доклад побудил короля призвать новый, либеральный кабинет.
В ландтаге 1849—1850 годов Карловиц энергично, но тщетно протестовал против политики Фридриха фон Бейста, осуждая выход Саксонии из «союза трёх королей».
Вслед за этим Карловиц вступил на прусскую службу и был на эрфуртском парламенте уполномоченным от Союзного совета Прусско-германского союза. Позже Карловиц был членом прусской палаты депутатов и первого рейхстага Северогерманского союза.
Напечатал поэтическую обработку «Илиады» (Лейпциг, 1844).